# Тревіс Магоні
Тревіс Магоні (англ. Travis Mahoney, 24 липня 1990) — австралійський плавець.
Учасник Олімпійських Ігор 2016 року.
Призер Чемпіонату світу з плавання на короткій воді 2012 року.
Призер літньої Універсіади 2015 року.